# Charles Coste (homme politique)
 (décembre 2024).
Pour les articles homonymes, voir Charles Coste et Coste.
Charles Coste, né le 24 juillet 1887 à Orgon et mort le 14 août 1976 dans la même commune, est un homme politique français.

## Biographie
Agriculteur de profession et militant communiste, il est conseiller de la République (sénateur) des Bouches-du-Rhône de 1946 à 1948 et maire d'Orgon, sa ville natale, de 1944 à 1959.